# Nadine Picquet
Pour les articles homonymes, voir Picquet.
Nadine Picquet, née le 12 janvier 1959 à Metz, est une directrice des services pénitentiaires française. Première femme à intégrer la direction d'une prison pour hommes en 1983, elle est la première femme nommée cheffe d'établissement de la maison d'arrêt de Fleury-Mérogis en 2015. Elle est directrice interrégionale des services pénitentiaires de Bordeaux du 9 novembre 2020 au 30 mai 2023.

## Biographie

### Enfance et formation
Née en Moselle d'un père cheminot et d'une mère sans emploi, Nadine Picquet grandit à Sarreguemines puis rejoint Nancy à 11 ans,. Après avoir obtenu une licence en administration économique et sociale ainsi qu'une maîtrise, elle dit vouloir servir l'État et tente les concours du Trésor puis de l'administration pénitentiaire. Elle est classée première au concours pénitentiaire en 1983 et entre alors à l'École nationale d'administration pénitentiaire pour être formée à la direction des services pénitentiaires.

### Carrière
En septembre 1983, Nadine Picquet obtient son premier poste comme sous-directrice à la maison d'arrêt de Bois-d'Arcy où elle dirige la section des mineurs,. Elle est alors la première femme à occuper un poste de direction au sein d'un établissement pénitentiaire pour hommes en France. Au cours de cette première expérience, elle doit faire face à la méfiance, aux réflexions et aux tracasseries du personnel de surveillance masculin, peu habitué à l'époque à travailler avec et sous les ordres d'une femme. Elle se distingue toutefois par ses initiatives, comme la création d'un jardin, ainsi que par sa capacité à dialoguer et interagir avec les détenus.
Après un rapide passage à la direction de l'Administration pénitentiaire en tant que cheffe de cabinet de 1987 à 1989, elle est nommée adjointe au chef d'établissement de la maison d'arrêt de Fresnes en novembre de la même année,. Soucieuse de maintenir des conditions de détention décentes et de les améliorer lorsque cela est possible, elle réorganise le système des parloirs avec les familles, mettant ainsi en place un système de rendez-vous. Consciente de l'importance de ces moments pour les détenus et leurs proches, elle déclare que la situation où ceux-ci devaient patienter plusieurs heures sans même savoir s'il serait possible de voir la personne incarcérée n'était pas acceptable.
Fatiguée par la pression ambiante du milieu carcéral, elle devient cheffe du département des ressources humaines à la direction régionale des services pénitentiaires de Paris en avril 1996. Après sept années à la tête du service, elle choisit de retourner sur le terrain et est nommée cheffe d'établissement de la maison centrale de Poissy en novembre 2003. En février 2009, elle rejoint l'inspection des services pénitentiaires avant de retrouver un poste opérationnel en succédant à Pascal Vion à la tête du centre pénitentiaire du sud-francilien en janvier 2013,.
Nommée cheffe d'établissement de la maison d'arrêt de Fleury-Mérogis en mars 2015,, elle devient la première femme à diriger cet établissement, la plus grande prison d'Europe. Toujours soucieuse de maintenir des conditions de détention satisfaisantes, elle s'inquiète auprès de sa hiérarchie de leur dégradation. À la tête d'un établissement surpeuplé (le taux d'occupation de la maison d'arrêt est de 150%), elle rappelle la dégradation importante que cette situation engendre sur la vie des personnes détenues (tensions, violences) mais aussi sur la sécurité et les conditions de travail des personnels pénitentiaires (agressions, épuisement professionnel). En 2019, elle coordonne la mise en place d'un dispositif en collaboration avec la Croix-Rouge française afin de lutter contre les suicides en formant des détenus à détecter les signes précurseurs d'un passage à l'acte et à aider leur codétenus.
En mars 2020, elle est nommée au conseil d'administration de l'Agence publique pour l'immobilier de la justice.
Le 9 novembre 2020, elle succède à Alain Pompigne comme directrice interrégionale des services pénitentiaires de Bordeaux. Le 5 janvier 2023, elle inaugure au sein du centre de détention d'Eysses, à Villeneuve-sur-Lot, le premier magasin pédagogique créé au sein d'une prison française.
Elle prend finalement sa retraite le 30 mai 2023 et son successeur à Fleury-Mérogis, le directeur Franck Linares, lui succède à Bordeaux.

### Engagements
Depuis le 30 mai 2015, Nadine Picquet est membre du conseil d'administration de Prisonniers sans frontières, une association de visiteurs de prisons bénévoles apportant un soutien moral et matériel aux détenus en Afrique de l'Ouest.
Avant qu'elle ne prenne la tête du centre pénitentiaire du sud-francilien en 2013, elle a été envoyée par l’Union européenne pour expertiser les services judiciaires et pénitentiaires de Côte d'Ivoire.

### Vie privée
Nadine Picquet est divorcée et mère de deux enfants.

## Décorations
- Officière de la Légion d'honneur (2020)[17]
- Officière de l'ordre national du Mérite (2016)[18]
- Médaille d'honneur de l'administration pénitentiaire, bronze (2003)